# Iggy Arbuckle
Iggy Arbuckle (2007) – kanadyjski serial animowany, opowiadający o strażniku przyrody Iggym i jego perypetiach.

## Fabuła
Iggy Arbuckle to świnka mieszkająca w wielkiej Kookamundze. Gdy dostaje ciemnozielony strój i odznakę, spełnia się jego największe marzenie: zostaje leśnym Kookamungi. To powoduje ogromne zamiłowanie do jego pracy, ale jego plany pokrzyżuje cwaniak, który mieszka w akwarium, i jest rybą, oraz jego pomocnicy. Ponieważ Stu zrobi wszystko, by zarobić pieniądze, i przez to, na przykład, organizuje wycieczkę turystyczną. Zrobi wszystko, by Iggy’ego wylano z pracy, bo wtedy będzie mógł urządzić w lesie park rozrywki, i pozbyć się sztywnych zasad Iggy’ego. Jednak Iggy ma znaczną przewagę, razem z licznymi przyjaciółmi, i jednym największym przyjacielem – bobrem majsterkowiczem, Jiggersem.

## Postacie

### Główne
- Iggy Arbuckle – świnka chroniąca przyrodę, główny bohater. Ma wystające zęby, długą mordę, morskie oczy, ciemnozielony kapelusz ze znaczkiem żołędzia i mundur żołnierza. Pakuje zakupy do papierowych toreb. Kiedy kłamie pojawiają mu się tiki ryjka, a jego ulubionym czasopismem jest Maxświnia. Jest bardzo sprytny.
- Jiggers – bóbr, najbliższy przyjaciel Iggy’ego. Jest niski, ma wielki, fioletowy nos, czarne oczy, ogromne, wystające zęby, czerwoną czapkę z daszkiem założoną na opak, i granatowe spodnie w kratkę na szelkach. Jest urodzonym wynalazcą, ale wszystkie jego wynalazki są ekologiczne, do czego namawia go Iggy. Macha energicznie ogonem kiedy się denerwuje. Podkochuje się w Kirze. Dobrze rzeźbi w drewnie. Kocha rzeźbić w drewnie, co usprawiedliwia sobie ciągle rosnącymi zębami które musi ścierać.

### Ważniejsze
- Spiff – skunks, będący sprzątaczem. Bardzo lubi swoją pracę. Śmieci zbiera od dwudziestu lat. Jest wściekły na tych, którzy śmiecą na trawnikach i ulicach. Kiedy jest zdenerwowany dostaje drgawek i puszcza bąka a jego ogon staje się nastroszony i przypomina szczotkę. Ma nos podobny do nosa Jiggersa, dwa wystające zęby, ubiór jak Iggy i brązowe oczy. Jest przyjacielem Iggy’ego. Zazwyczaj się kłóci z Zoop. Jest skrajnie pedantyczny.
- Zoop – jasnobrązowa wiewiórka, mająca swój własny sklep. Nosi różową tunikę, drewniane klapki, skórzaną przepaskę i ma błękitne oczy. Zna się na medycynie i medytacji. Jest przyjaciółką Iggy’ego. Zazwyczaj się kłóci ze Spiffem.
- Kira – oposica, pochodzi z miasta, często lubi coś zwiedzać, pracuje w informacji turystycznej i sklepie z pamiątkami. Pracuje też w muzeum Kookamungi. Interesuje się wieloma rzeczami, a szczególnie wspinaczką. Ma długie rude włosy ściągnięte z tyłu w kucyk i czarne oczy. Nosi fioletową bluzkę, różowe spodnie, zieloną szarfę związaną na pasie i baleriny. Jest przyjaciółką Iggy’ego. Podkochuje się w Jiggersie.
- Stu (Stuart) – sum, największy wróg Iggy’ego. Ma komórkę, jest żółty, wiecznie zabiegany, ma wąsy, brązowe oczy i jest cwany. Jest bardzo chciwy i egoistyczny. Jest przywiązany do wypchanej ośmiornicy o imieniu Nogacz. Jest materialistą.
- Robear i Robert – dwie fretki pomagające Stu. Robear jest prawdopodobnie kosmopolitą lubiącym klimaty francuskie, ponieważ jest ubrany w bluzkę z poziomymi, czerwono-białymi pasami i beret, zaś jego brat Robert nosi błękitną koszulę i spodnie. Często są rolowani przez ich pracodawcę, ale w zamian też potrafią się odgryźć.
- Wielkie Bamzeani (Frank, Shmeaka, Yahank) – Mędrcy Kookamungi, zamienieni w totem przez Yaniego Yampalota. Podają zagadkowe przepowiednie i wskazówki, często uważane za bezsensowne, jednak sprawdzające się. Składają się z trzech segmentów: istoty łosiopodobnej (Frank), ptakopodobnej (Shmeaka) i kobietopodobnej (Yahank).Nie mogą się poruszać.

## Inne postacie

### Odwiedzający Kookamungę
- Barry Bullevardo – byk pochodzący z Hiszpanii, bądź z Meksyku. Lubi być reżyserem i głównym aktorem.
- Knur Odyniec – dzik pochodzący z Australii. Obiekt wzorowań Iggy’ego. Jest przygodowcem, interesuje się przyrodą.
- Percy Nibblemore – kozioł, który chciał dopaść narwala.
- Książę – pies pochodzący  miasta. Przyjaciel Kiry. Bardzo odważny, gotowy stawić czoło wrogowi. Lubi ćwiczyć na siłowni.
- Chip – bóbr pochodzący z miasta. Siostrzeniec Jiggers'a. Podąża za śladem swojego wujka.
- Stella – jest sumem i pochodzi z miasta. Matka Stu. Uwielbia kwiaty, ma nawet własny ogród.
- Szopy – rodzina szopów. Myślały, że camping Stu jest "ekologiczny".
- Lamy
- Kozioł – szukał w Kookamundze Lasu Mokrego Głupka.

### Inni mieszkańcy Kookamungi
- Spelvin – krab pustelnik, mieszka na plaży. Jest pesymistą i oszustem. Kira uważa, że Spelvin ma dobre poczucie rymów.
- Quilpie – kangurzyca, jest listonoszem w Kookamundze. Uwielbia punktualność.
- WingNut – lis, właściwie bardzo szalony i głupi.
- Tomato i Stoke – dwie małpy uprawiające snowboard na Mrozie Mózgu w Kookamundze. Nazwali Jiggersa ziomalem, który wziął to sobie do serca.
- Pomarańczowa małpa
- Łoś
- Kozioł – kozioł ofiarny.
- Kameleony Zagubionego Miasta Kookamungi – razem z Iggy'im i Jiggersem wygnali Stu ze swojego miasta.
- Chrząszcze – żywią się wodnymi hiacyntami.
- Guźce – przemierzają Kookamungę, szukając ich cennego burpina.

### Zwierzęta Kookamungi
- Antylopy Gnu – Iggy i Jiggers pomagali im dostać się na sawannę.
- Drozdy – Stu ukradł im jagody jałowca, którymi się żywią.
- Futrzak – gąsienica Iggy'ego.
- Gepardy – biegły w wyścigu po Kookamundze.
- Hipki – wielkie hipopotamy. Stu chciał ukraść ich naturalną ochronę przed słońcem.
- Indyki
- Istan – byk, atakuje wszystko co jest czerwone.
- Jajcia – pisklę kondora, którym opiekowali się Iggy i Jiggers.
- Mandryle
- Motyle – największą rolę mają w odcinku „Wielkie machanie”.
- Niedźwiedź
- Krokodyle
- Foki
- Króliki – miały zastąpić fretki.
- Pająki – Iggy i Jiggers potrzebowali ich pajęczyny aby naprawić most podczas wyścigu gepardów.
- Pandy – rodzice z dzieckiem, wystąpiły w odcinku „Pandamia”.
- Pantery – drapieżne czarne pantery.
- Papuga – zagubiona papuga, która przekręcała wszystkie zdania. Potrzebowała akceptacji, którą miał Spiff.
- Pawie – służą Spiffowi za parawan w odcinku „Niemy bohater”.
- Polarne Misie Ninja – niedźwiedzie ninja w Kookamundze.
- Słoń – służy Spiffowi za prysznic w odcinku „Niemy bohater”.
- Tukany – służą Iggy'emu za narty.
- Wiewiórki – szare wiewiórki, jedna chciała ukraść orzechy z kolekcji Iggi'ego.
- Nietoperze
- Zebry

### Inne
- Śmieciozilla – maszyna, która miała zastąpić Spiffa w sprzątaniu. Została zniszczona, ponieważ niszczyła Kookamungę.
- Stanley – sum, brat Stu. Wspomina o nim jego matka. Stanley odnosi większe sukcesy niż Stu.
- Yawny Yumpalot (Yump-a-lot)
- Wielki Paluch – potwór z wielkim palcem, żywiący się jakowym serem. Mieszka w Wielkim Strachu (las Kookamungi). Niewielu wierzy w jego istnienie.
- Mamut – zamrożony mamut, odkryty przez Iggy'ego.
- Kukamura – mały ptaszek, przyniósł Jiggersowi przesyłkę w odcinku „Nos do zapachów”.
- Rodzice Zoop – widzimy ich we wspomnieniach Zoop w odcinku „Nos do zapachów”.
- Świnka – podziwiała zdjęcia Iggy'ego w odcinku „Sztuka dla Iggy'ego”.

## Kookamunga
Kookamunga jest to rezerwat przyrody, w którym mieszkają Iggy i jego przyjaciele. Obszary Kookamungi:
- Mooseknuckle – małe miasteczko, w którym znajduje się m.in. sklep Zoop, totem Bambzini oraz informacja turystyczna Kiry.
- Obóz Kempingowy "Przygoda" – główna inwestycja i zarazem miejsce zamieszkania Stu i jego pomocników.
- Wielki Strach – bardzo przerażające miejsce. Znajdują się tam takie stworzenia jak wielkie pająki i legendarny Wielki Paluch.
- Las Mokrego Głupka – las mający klimat tropikalny.
- Wulkan Kaboom – wulkan, który wybucha po wrzuceniu do niego pikantnych przypraw.
- Góra A ku ku – najwyższe miejsce w Kook.
- Plaża Mango-Tango – znajdują się na niej stada flamingów.
- Jezioro Wielkowodne – zbiornik wodny, "pełen" wody.
- Brudny Sęk – las, w którym jest mnóstwo kolców.
- Sycząca Otchłań – wąwóz pełen węży.
- Kopalnia Pralnia – opuszczona kopalnia złota.
- Gejzer "Jego Niezawodność" – gejzer, który wybucha co niedzielę. Jest używany jako pralnia przez mieszkańców Moosenuckle.
- Zaginione Miasto Kookamungi – miasto zamieszkiwane przez kameleony. Zmienia ono miejsce kiedy jakiś obcy je odnajduje.
- Mróz Mózgu – kraina zimna i zlodowaciała. Mieszkają tam takie stworzenia jak foki i polarne niedźwiedzie ninja.
- Wąwóz Lepkich Krzaków – miejsce pełne żywych, ale "gumowych" krzaków.
- Bagno – można na nim znaleźć żurawinę.
- Pustynia – rosną na niej kaktusy. Ich igieł Zoop używa do akupunktury.
- Sawanna – miejsce wypasu antylop gnu.
- Rezerwat Pand – mieszkają w nim trzy pandy.

## Wersja polska
Opracowanie i udźwiękowienie wersji polskiej: na zlecenie Jetix − IZ-Text

Dialogi: Natalia Bartkowska

Dźwięk i montaż: Iwo Dowsilas i Grzegorz Grocholski

Reżyseria: Ireneusz Załóg

Udział wzięli:
- Agnieszka Kwietniewska – Iggy Arbuckle
- Konrad Ignatowski – Jiggers
- Dariusz Stach – Spiff
- Anita Sajnóg –
  - Zoop,
  - Robear
- Magdalena Korczyńska – Kira
- Artur Święs –
  - Stu,
  - Robert
- Agnieszka Uchrońska
- Maciej Walentek

i inni

## Odcinki
- Premiery w Polsce:
  - I seria (odcinki 1-13) – 3 września 2007 roku,
  - I seria (odcinki 14-26) – 1 kwietnia 2008 roku.

### Spis odcinków
| Premiera odcinka | N/o | Polski tytuł                    | Angielski tytuł                      |
| ---------------- | --- | ------------------------------- | ------------------------------------ |
|                  |     |                                 |                                      |
| SERIA PIERWSZA   |     |                                 |                                      |
|                  |     |                                 |                                      |
| 03.09.2007       | 01  | Iggy i wulkan                   | Iggy vs. the Volcano                 |
| 03.09.2007       | 01  | Wyprawa na biegun               | A Dip in the Pole                    |
|                  |     |                                 |                                      |
| 03.09.2007       | 02  | Rzeczy, które robimy dla błota  | The Things We Do for Mud             |
| 03.09.2007       | 02  | Ile wydziędzioli dzięcioł?      | How Much Wood Can a Woodpecker Peck? |
|                  |     |                                 |                                      |
| 03.09.2007       | 03  | Bóbr, który będzie królem       | The Beaver Who Would Be King         |
| 03.09.2007       | 03  | Jestem Iggy i chrapię           | I Am Iggy, Hear Me Snore             |
|                  |     |                                 |                                      |
| 04.09.2007       | 04  | Puste uwielbienie               | Idle Worship                         |
| 04.09.2007       | 04  | Coś jest w tych jagodach        | There’s Something About Berries      |
|                  |     |                                 |                                      |
| 05.09.2007       | 05  | Yani Yampalot                   | Yawny Come Lately                    |
| 05.09.2007       | 05  | Petycja niemożliwa              | Petition Impossible                  |
|                  |     |                                 |                                      |
| 06.09.2007       | 06  | Raj odnaleziony                 | Paradise Found                       |
| 06.09.2007       | 06  | Nie mów hop                     | Luck Before You Leap                 |
|                  |     |                                 |                                      |
| 07.09.2007       | 07  | Droga skunksa                   | The Way of the Skunk                 |
| 07.09.2007       | 07  | Walczyłem z pralką              | I Fought the Laundromat              |
|                  |     |                                 |                                      |
| 08.09.2007       | 08  | Ryba, która przyszła na kolację | The Fish Who Came To Dinner          |
| 08.09.2007       | 08  | Odwaga pod obstrzałem           | Courage Under Fur                    |
|                  |     |                                 |                                      |
| 09.09.2007       | 09  | Światła, kamera, klapa          | Lights, Camera, Distraction!         |
| 09.09.2007       | 09  | Jaki ojciec, taki syn           | Fish and Chip Off the Old Block      |
|                  |     |                                 |                                      |
| 10.09.2007       | 10  | Przyjaciele                     | Any Friend of Yours                  |
| 10.09.2007       | 10  | Gorączka złota                  | Miner Misfortunes                    |
|                  |     |                                 |                                      |
| 11.09.2007       | 11  | Wielka sprawa                   | Whale of a Tale                      |
| 11.09.2007       | 11  | Wielki paluch                   | Big Toe’s Faux Paw                   |
|                  |     |                                 |                                      |
| 12.09.2007       | 12  | Książę Kookamungi               | Prince of Kookamunga                 |
| 12.09.2007       | 12  | Podróż na dno jeziora           | Voyage to the Bottom of the Lake     |
|                  |     |                                 |                                      |
| 13.09.2007       | 13  | Wieża                           | The Tower of Beaver                  |
| 13.09.2007       | 13  | Wróbel w kopytku                | A Bird in the Hoof                   |
|                  |     |                                 |                                      |
| 05.04.2008       | 14  | Lojalność Fretki                | Fair is Ferret                       |
| 05.04.2008       | 14  | Kryminalni                      | The Case of the Messy Marauder       |
|                  |     |                                 |                                      |
| 01.04.2008       | 15  | Gdyby świnie latały             | If Pigs Could Fly                    |
| 01.04.2008       | 15  | Ekstremalny Iggy                | Xtreme Iggy                          |
|                  |     |                                 |                                      |
| 01.04.2008       | 16  | Chrząszcz brzmi w hiacyntach    | Resident Weevil                      |
| 01.04.2008       | 16  | Kook Kook A’psik                | Kook Kook Achoo                      |
|                  |     |                                 |                                      |
| 02.04.2008       | 17  | Świńkowe okulary                | Pig Coloured Glasses                 |
| 02.04.2008       | 17  | Sztuka dla Iggy’ego             | Art for Iggy’s Sake                  |
|                  |     |                                 |                                      |
| 03.04.2008       | 18  | Pandamia                        | Pandamonium                          |
| 03.04.2008       | 18  | Dom, w którym straszy           | Ghost of a Chance                    |
|                  |     |                                 |                                      |
| 04.04.2008       | 19  | Polowanie na historię           | Good Scavenger Hunting               |
| 04.04.2008       | 19  | Mooseknuckle bez prądu          | Mooseknuckle Unplugged               |
|                  |     |                                 |                                      |
| 07.04.2008       | 20  | Bracie, gdzie jesteś?           | O Brother, Where art Thou?           |
| 07.04.2008       | 20  | Stary Trusty                    | Ol’ Trusty                           |
|                  |     |                                 |                                      |
| 08.04.2008       | 21  | Natura wzywa                    | Nature’s Calling                     |
| 08.04.2008       | 21  | Połknąłem futrzaka              | Honey, I Ate the Bug                 |
|                  |     |                                 |                                      |
| 09.04.2008       | 22  | Magiczna więź                   | Sticking Together                    |
| 10.04.2008       | 22  | Dzień antylopy                  | Slow Gnus Day                        |
|                  |     |                                 |                                      |
| 10.04.2008       | 23  | Nos do zapachów                 | Scents and Sense-ability             |
| 11.04.2008       | 23  | Wielka feta w Kookamundze       | The Great Kookamunga Standoff        |
|                  |     |                                 |                                      |
| 11.04.2008       | 24  | Wielkie machanie                | The Big Flap                         |
| 14.04.2008       | 24  | Niemy bohater                   | The Unsung Hero                      |
|                  |     |                                 |                                      |
| 14.04.2008       | 25  | Uprzejmość leśniczych           | The Kindness of Rangers              |
| 14.04.2008       | 25  | Rodzinne drzewo Iggy’ego        | Iggy’s Family Tree                   |
|                  |     |                                 |                                      |
| 15.04.2008       | 26  | Kiedy Iggy poznał Jiggersa      | When Iggy Met Jiggers                |
| 15.04.2008       | 26  | Jeden wolny dzień               | One Fine Day                         |
|                  |     |                                 |                                      |